# Manchester United Football Squad
Unter der Bezeichnung Manchester United Football Squad (oder Manchester United Football Club) veröffentlichte der englische Fußballverein Manchester United 1994, nachdem man das Double (nationale Meisterschaft und Pokal) gewonnen hatte, als Hymne für die Fans das Lied Come On You Reds. Die „Reds“, die Roten – wegen ihrer roten Trikots –, schafften es damit trotz des eher kleinen potentiellen Käuferkreises zwei Wochen lang die meistverkaufte Single im Vereinigten Königreich zu stellen und mit Silber ausgezeichnet zu werden.
Die Melodie zu dem Hit stammt von dem Lied Burning Bridges von Status Quo, das 1988 bereits auf Platz 5 der englischen Charts gewesen und selbst schon eine Stadionhymne war. Status Quo waren es auch, die die Version von Manchester United produzierten und einspielten, mit stimmlicher Unterstützung der erfolgreichen Spieler der Meistermannschaft, die alle ebenso im Liedtext verewigt wurden
Schmeichel, Parker, Pallister
Irwin, Bruce, Sharpe and Ince
Hughes, McClair, Keane and Cantona
Robson, Kanchelskis and Giggs
wie der Erfolgstrainer Alex Ferguson.
Im titellosen Folgejahr gelang mit dem ebenfalls von Status Quo produzierten We’re Gonna Do It Again immerhin ein Platz 6, ebenso so wie ein weiteres Jahr später nach einem erneuten Double mit Move Move Move (The Red Tribe). Mit Lift It High (All About Belief) (Platz 11) gelang dem Verein letztmals der Charteinstieg.
Insbesondere in England haben Fußballhymnen in den Charts eine lange Tradition. Seit 1970 die Weltmeisterschaftsteilnehmer der englischen Nationalmannschaft mit Back Home einen Nummer-eins-Hit hatten, gab es immer wieder Aufnahmen von National- und Vereinsmannschaften.

## Diskografie

### Album
- 1972: United, Manchester United

### Singles
| Jahr | Titel                           | Höchstplatzierung, Gesamtwochen, AuszeichnungChartsChartplatzierungen (Jahr, Titel, Platzierungen, Wochen, Auszeichnungen, Anmerkungen) | Anmerkungen                                         |
| Jahr | Titel                           | UK | Anmerkungen                                         |
| ---- | ------------------------------- | --- | --------------------------------------------------- |
| 1976 | Manchester United               | UK50 (1 Wo.)UK | Manchester United FC                                |
| 1983 | Glory Glory Man Utd             | UK13 (5 Wo.)UK | Manchester United FC and the Wave Band              |
| 1985 | We All Follow Man United        | UK10 (5 Wo.)UK | Manchester United Football Team                     |
| 1990 | We Will Stand Together          | UK93 (2 Wo.)UK | Manchester United Football Team                     |
| 1993 | United (We Love You)            | UK37 (2 Wo.)UK | Manchester United and the Champions                 |
| 1994 | Come On You Reds                | UK1 Silber · (16 Wo.)UK | Manchester United Football Squad                    |
| 1995 | We’re Gonna Do It Again         | UK6 (11 Wo.)UK | Manchester United 1995 Football Squad feat. Stryker |
| 1996 | Move Move Move (The Red Tribe)  | UK6 (15 Wo.)UK | 1996 Manchester United FA Cup Squad                 |
| 1999 | Lift It High (All About Belief) | UK11 (7 Wo.)UK | 1999 Manchester United Squad                        |

Weitere Singles
- 1967: United! United!
- 1972: United, Manchester United
- 1976: Just One of Those Teams / Na Na Hey Hey Kiss Him Goodbye (Manchester United Supporters Club)
- 1979: Onward Sexton’s Soldiers
- 1980: The Red Devils
- 1997: Sing Up For The Champions (UK: Silber)